# 발레아레스어
발레아레스어(balear)는 발레아레스 제도에서 쓰이는 카탈루냐어의 방언이다.

## 같이 보기
- 카탈루냐어
- 알게로 방언
- 발렌시아어